# Швеція на зимових Паралімпійських іграх 2018
Швеція на XII зимових Паралімпійських іграх, які проходили у 2018 році у південнокорейському Пхьончхані, була представлена 24 спортсменами у всіх видах спорту (1 спортсмен у гірськолижному спорті, 17 — у следж-хокеї, 1 — у лижних перегонах і біатлоні та 5 — у керлінгу на візках). Прапороносцем на церемонії відкриття Паралімпійських ігор був керлінгіст Ронні Перссон. Шведські атлети завоювали 1 срібну медаль. Збірна Швеції зайняла неофіційне 20 загальнокомандне залікове місце.

## Медалісти
| Медаль | Призери                                 | Вид спорту     | Дисципліна                               |
| ------ | --------------------------------------- | -------------- | ---------------------------------------- |
| Срібло | Себастьян Модін ведучий: Альбін Аккерот | Лижні перегони | спринт, 1,5 км, з вадами зору (чоловіки) |

## Учасники за видом спорту
| Вид спорту          | Чоловіки | Жінки | Разом |
| ------------------- | -------- | ----- | ----- |
| Гірськолижний спорт | 1        | 0     | 1     |
| Біатлон             | 1        | 0     | 1     |
| Лижні перегони      | 1        | 0     | 1     |
| Следж-хокей         | 17       | 0     | 17    |
| Керлінг на візках   | 3        | 2     | 5     |
| Разом               | 22       | 2     | 24    |

## Біатлон
Чоловіки
| Спортсмен                                   | Дисципліна            | Час     | Промахи | Місце |
| ------------------------------------------- | --------------------- | ------- | ------- | ----- |
| Себастьян Модін ведучий: Йоганнес Андерссон | 7,5 км, з вадами зору | 21:59.3 | 5 (4+1) | 7     |

## Гірськолижний спорт
Чоловіки
| Спортсмен      | Дисципліна                 | Спуск 1 | Спуск 1 | Спуск 2 | Спуск 2 | Разом   | Разом |
| Спортсмен      | Дисципліна                 | Час     | Місце   | Час     | Місце   | Час     | Місце |
| -------------- | -------------------------- | ------- | ------- | ------- | ------- | ------- | ----- |
| Аарон Ліндстем | слалом, стоячи             | 51.72   | 10      | 51.23   | 5       | 1:42.95 | 7     |
| Аарон Ліндстем | гігантський слалом, стоячи | 1:12.19 | 20      | 1:12.97 | 18      | 2:25.16 | 16    |
| Аарон Ліндстем | супергігант, стоячи        | Н/Д     | Н/Д     | Н/Д     | Н/Д     | 1:31.77 | 18    |

## Керлінг на візках
Підсумкова таблиця
| Команда                                                                            | Дисципліна | Груповий турнір    | Груповий турнір    | Груповий турнір    | Груповий турнір    | Груповий турнір    | Груповий турнір    | Груповий турнір    | Груповий турнір    | Груповий турнір    | Груповий турнір                       | Груповий турнір    | Груповий турнір | Тайбрейк           | Півфінал           | Фінал              | Фінал      |
| Команда                                                                            | Дисципліна | Суперник Результат | Суперник Результат | Суперник Результат | Суперник Результат | Суперник Результат | Суперник Результат | Суперник Результат | Суперник Результат | Суперник Результат | Суперник Результат                    | Суперник Результат | Місце           | Суперник Результат | Суперник Результат | Суперник Результат | Місце      |
| ---------------------------------------------------------------------------------- | ---------- | ------------------ | ------------------ | ------------------ | ------------------ | ------------------ | ------------------ | ------------------ | ------------------ | ------------------ | ------------------------------------- | ------------------ | --------------- | ------------------ | ------------------ | ------------------ | ---------- |
| Вільйо Петерссон Даль Ронні Перссон Матс-Ола Енгборг Крістіна Уландер Сандра Реппе | Mixed      | CHN L 4–9          | CAN L 4–8          | USA L 2–10         | SVK L 3–8          | GBR L 1–6          | NOR W 5–4          | GER W 9–5          | FIN L 5–6          | KOR L 2–4          | Незалежні паралімпійські атлети W 7–3 | SUI W 5–3          | 10              | Не пройшли         | Не пройшли         | Не пройшли         | Не пройшли |

### Груповий турнір
| Key | Key                            |
| --- | ------------------------------ |
|     | Команди, що увійшли в плей-офф |

| Поз. | Країна                          | Скіп                 | В | П | ВЕ | ПЕ |
| ---- | ------------------------------- | -------------------- | - | - | -- | -- |
| 1    | Південна Корея                  | Сео Сун-Сок          | 9 | 2 | 65 | 51 |
| 2    | Канада                          | Марк Ідесон          | 9 | 2 | 74 | 45 |
| 3    | Китай                           | Ванг Гайтао          | 9 | 2 | 85 | 42 |
| 4    | Норвегія                        | Руне Лорентсен       | 7 | 4 | 55 | 57 |
| 5    | Незалежні паралімпійські атлети | Констянтин Курохтін  | 5 | 6 | 61 | 63 |
| 6    | Швейцарія                       | Фелікс Вагнер        | 5 | 6 | 56 | 63 |
| 7    | Велика Британія                 | Айлін Нейльсон       | 5 | 6 | 57 | 53 |
| 8    | Німеччина                       | Христіан Пуціх       | 5 | 6 | 57 | 68 |
| 9    | Словаччина                      | Радослав Джурич      | 4 | 7 | 62 | 72 |
| 10   | Швеція                          | Вілйо Петерссон Даль | 4 | 7 | 47 | 66 |
| 11   | Фінляндія                       | Сарі Кар'ялайнен     | 2 | 9 | 53 | 87 |
| 12   | США                             | Кірк Блек            | 2 | 9 | 58 | 63 |

Зіграні поєдинки
Сесія 2
субота, 10 березня, 19:35
| Майданчик A             | 1 | 2 | 3 | 4 | 5 | 6 | 7 | 8 | Загалом |
| Швеція (Петерссон Даль) | 0 | 0 | 1 | 0 | 1 | 0 | 2 | X | 4       |
| Китай (Ванг)            | 1 | 3 | 0 | 1 | 0 | 4 | 0 | X | 9       |

Сесія 4
неділя, 11 березня, 14:35
| Майданчик C             | 1 | 2 | 3 | 4 | 5 | 6 | 7 | 8 | Загалом |
| Канада (Ідесон)         | 0 | 0 | 4 | 1 | 1 | 0 | 0 | 2 | 8       |
| Швеція (Петерссон Даль) | 1 | 3 | 0 | 0 | 0 | 0 | 0 | 0 | 4       |

Сесія 5
неділя, 11 березня, 19:35
| Майданчик D             | 1 | 2 | 3 | 4 | 5 | 6 | 7 | 8 | Загалом |
| США (Блек)              | 2 | 2 | 1 | 1 | 0 | 2 | 2 | X | 10      |
| Швеція (Петерссон Даль) | 0 | 0 | 0 | 0 | 2 | 0 | 0 | X | 2       |

Сесія 6
понеділок, 12 березня, 09:35
| Майданчик B             | 1 | 2 | 3 | 4 | 5 | 6 | 7 | 8 | Загалом |
| Швеція (Петерссон Даль) | 0 | 1 | 0 | 0 | 2 | 0 | 0 | X | 3       |
| Словаччина (Джурич)     | 3 | 0 | 2 | 1 | 0 | 1 | 1 | X | 8       |

Сесія 7
понеділок, 12 березня, 14:35
| Майданчик D                | 1 | 2 | 3 | 4 | 5 | 6 | 7 | 8 | Загалом |
| Швеція (Петерссон Даль)    | 0 | 0 | 0 | 0 | 0 | 0 | 1 | X | 1       |
| Велика Британія (Нейльсон) | 2 | 1 | 1 | 1 | 1 | 0 | 0 | X | 6       |

Сесія 9
вівторок, 13 березня, 09:35
| Майданчик B             | 1 | 2 | 3 | 4 | 5 | 6 | 7 | 8 | Загалом |
| Норвегія (Стордаль)     | 1 | 0 | 1 | 0 | 1 | 0 | 1 | 0 | 4       |
| Швеція (Петерссон Даль) | 0 | 3 | 0 | 1 | 0 | 1 | 0 | 0 | 5       |

Сесія 10
вівторок, 13 березня, 14:35
| Майданчик C             | 1 | 2 | 3 | 4 | 5 | 6 | 7 | 8 | Загалом |
| Швеція (Петерссон Даль) | 1 | 3 | 2 | 2 | 0 | 0 | 1 | 0 | 9       |
| Німеччина (Пуціх)       | 0 | 0 | 0 | 0 | 3 | 1 | 1 | 0 | 5       |

Сесія 12
середа, 14 березня, 9:35
| Майданчик A              | 1 | 2 | 3 | 4 | 5 | 6 | 7 | 8 | Загалом |
| Фінляндія (Кар'ялайнен ) | 2 | 0 | 1 | 2 | 0 | 0 | 1 | 0 | 6       |
| Швеція (Петерссон Даль)  | 0 | 1 | 0 | 0 | 2 | 1 | 0 | 1 | 5       |

Сесія 14
середа, 14 березня, 19:35
| Майданчик C             | 1 | 2 | 3 | 4 | 5 | 6 | 7 | 8 | Загалом |
| Південна Корея (Сео)    | 1 | 1 | 0 | 1 | 0 | 0 | 1 | X | 4       |
| Швеція (Петерссон Даль) | 0 | 0 | 1 | 0 | 1 | 0 | 0 | X | 2       |

Сесія 16
четвер, 15 березня, 14:35
| Майданчик D                                | 1 | 2 | 3 | 4 | 5 | 6 | 7 | 8 | Загалом |
| Незалежні паралімпійські атлети (Курохтін) | 1 | 0 | 0 | 0 | 0 | 1 | 1 | X | 3       |
| Швеція (Петерссон Даль)                    | 0 | 0 | 2 | 3 | 2 | 0 | 0 | X | 7       |

Сесія 17
четвер, 15 березня, 19:35
| Майданчик A             | 1 | 2 | 3 | 4 | 5 | 6 | 7 | 8 | Загалом |
| Швеція (Петерссон Даль) | 0 | 1 | 0 | 0 | 0 | 1 | 0 | 3 | 5       |
| Швейцарія (Вагнер)      | 0 | 0 | 1 | 0 | 1 | 0 | 1 | 0 | 3       |

## Лижні перегони
Чоловіки
| Спортсмен                                   | Дисципліна           | Фінал        | Фінал        | Фінал |
| Спортсмен                                   | Дисципліна           | Час          | Місце        |       |
| ------------------------------------------- | -------------------- | ------------ | ------------ | ----- |
| Себастьян Модін ведучий: Йоганнес Андерссон | 10 км, з вадами зору | не фінішував | не фінішував |       |
| Себастьян Модін ведучий: Йоганнес Андерссон | 20 км, з вадами зору | 47:28.9      | 4            |       |

Спринт
| Спортсмен                                 | Дисципліна                   | Кваліфікація | Кваліфікація | Чвертьфінал | Чвертьфінал | Півфінал | Півфінал | Фінал  | Фінал |
| Спортсмен                                 | Дисципліна                   | Час          | Місце        | Час         | Місце       | Час      | Місце    | Час    | Місце |
| ----------------------------------------- | ---------------------------- | ------------ | ------------ | ----------- | ----------- | -------- | -------- | ------ | ----- |
| Себастьян Модін ведучий: Робін Брюнтессон | 1.5 км спринт, з вадами зору | 3:27.96      | 1 Q          | Н/Д         | Н/Д         | 4:21.4   | 1 Q      | 4:05.7 | 2     |

## Следж-хокей
Склад команди: Даніель Кедерстам, Максимілліан Гюльстен, Христіан Гедберг, Маркус Гольм, Кент Йонссон, Геран Карлссон, Пер Каспері , Ніклас Інгварссон, Расмус Лундгрен, Мартін Магневіль, Робін Менг, Андреас Нейман, Петер Нільссон, Ульф Нільссон, Петер Ояла, Ніклас Ракос, Андерс Вістрад
Підсумкова таблиця
Ключі:
- OT — Овертайм
- GWS — Овертайм з пенальті

| Команда      | Груповий райнд     | Груповий райнд     | Груповий райнд     | Груповий райнд | Поєдинок за 5-8 місце | Поєдинок за 7 місце | Поєдинок за 7 місце |
| Команда      | Суперник Результат | Суперник Результат | Суперник Результат | Місце          | Суперник Результат    | Суперник Результат  | Місце               |
| ------------ | ------------------ | ------------------ | ------------------ | -------------- | --------------------- | ------------------- | ------------------- |
| Зірна Швеції | Канада L 0–17      | Італія L 0–2       | Норвегія L 1–3     | 4              | Чехія L 3–4 GWS       | Японія W 5–1        | 7                   |

Груповий турнір
Турнірна таблиця
| Поз | Команда  | М | В | ВО | ПО | П | ГЗ | ГП | Різ | О | Кваліфікація          |
| --- | -------- | - | - | -- | -- | - | -- | -- | --- | - | --------------------- |
| 1   | Канада   | 3 | 3 | 0  | 0  | 0 | 35 | 0  | +35 | 9 | Півфінали             |
| 2   | Італія   | 3 | 1 | 1  | 0  | 1 | 5  | 12 | −7  | 5 | Півфінали             |
| 3   | Норвегія | 3 | 1 | 0  | 1  | 1 | 5  | 12 | −7  | 4 | Поєдинки за 5-8 місце |
| 4   | Швеція   | 3 | 0 | 0  | 0  | 3 | 1  | 22 | −21 | 0 | Поєдинки за 5-8 місце |

Поєдинки
| 19:00 | Канада | 17–0 (7–0, 5–0, 5–0) | Швеція | Хокейний центр Каннин 5,445 глядачів |

| звіт | звіт | звіт     | звіт                       | звіт                                                       |
| --- | --- | -------- | -------------------------- | ---------------------------------------------------------- |
| | |          |                            |                                                            |
| | Corbin Watson Dominic Larocque                                                                              | Воротарі | Ulf Nilsson Andreas Nejman | суддя: Kristijan Nikolic Лінійні Судді: Han Youl Jan Vaněk |
| | голи: |          |                            | суддя: Kristijan Nikolic Лінійні Судді: Han Youl Jan Vaněk |
| McGregor (Hickey, Dixon) (PP) — 01:52 / Sholomicki (Armstrong, Dunn) — 02:22 / McGregor (Westlake, Hickey) — 05:22 / Sholomicki (Dunn, Dixon) — 05:39 / McGregor (Westlake, Dixon) — 09:20 / Dixon (Delaney, Smith) — 11:13 / Cozzolino (Delaney, Dixon) — 11:31 / Delaney (Armstrong, Cozzolino) (PP) — 17:43 / Smith (Sholomicki, Dunn) — 18:06 / Hickey (Armstrong, Henry) — 24:37 / Hickey (Westlake, McGregor) — 25:37 / Armstrong (Sholomicki) — 26:38 / Bridges — 31:55 / Armstrong (Bridges, Cozzolino) — 33:05 / Sholomicki (Smith, Dunn) — 34:53 / McGregor (Dixon) — 36:48 / Westlake (McGregor, Hickey) — 44:42 | 1–0 / 2–0 / 3–0 / 4–0 / 5–0 / 6–0 / 7–0 / 8–0 / 9–0 / 10–0 / 11–0 / 12–0 / 13–0 / 14–0 / 15–0 / 16–0 / 17–0 |          |                            | суддя: Kristijan Nikolic Лінійні Судді: Han Youl Jan Vaněk |
| | |          |                            | суддя: Kristijan Nikolic Лінійні Судді: Han Youl Jan Vaněk |
| | |          |                            | суддя: Kristijan Nikolic Лінійні Судді: Han Youl Jan Vaněk |
| | |          |                            | суддя: Kristijan Nikolic Лінійні Судді: Han Youl Jan Vaněk |
| 2 хв | Штраф | 6 хв     |                            | суддя: Kristijan Nikolic Лінійні Судді: Han Youl Jan Vaněk |
| | |          |                            |                                                            |
| | 45 | кидки    | 2                          |                                                            |

| 19:00 | Італія | 2–0 (1–0, 0–0, 1–0) | Швеція | Хокейний центр Каннин 4,322 глядачів |

| звіт                                                  | звіт            | звіт     | звіт        | звіт                                                         |
| ----------------------------------------------------- | --------------- | -------- | ----------- | ------------------------------------------------------------ |
|                                                       |                 |          |             |                                                              |
|                                                       | Gabriele Araudo | Воротарі | Ulf Nilsson | суддя: Sotaro Yamaguchi Лінійні Судді: Jan Vaněk Leon Wesley |
|                                                       | голи:           |          |             | суддя: Sotaro Yamaguchi Лінійні Судді: Jan Vaněk Leon Wesley |
| Kalegaris (Planker, Rosa) (PP) — 13:16 / Rosa — 39:36 | 1–0 / 2–0       |          |             | суддя: Sotaro Yamaguchi Лінійні Судді: Jan Vaněk Leon Wesley |
|                                                       |                 |          |             | суддя: Sotaro Yamaguchi Лінійні Судді: Jan Vaněk Leon Wesley |
|                                                       |                 |          |             | суддя: Sotaro Yamaguchi Лінійні Судді: Jan Vaněk Leon Wesley |
|                                                       |                 |          |             | суддя: Sotaro Yamaguchi Лінійні Судді: Jan Vaněk Leon Wesley |
| 10 хв                                                 | Штраф           | 8 хв     |             | суддя: Sotaro Yamaguchi Лінійні Судді: Jan Vaněk Leon Wesley |
|                                                       |                 |          |             |                                                              |
|                                                       | 20              | кидки    | 2           |                                                              |

| 15:30 | Норвегія | 3–1 (1–0, 1–0, 1–1) | Швеція | Хокейний центр Каннин 6,059 глядачів |

| звіт                                                                                           | звіт                  | звіт                                   | звіт        | звіт                                                            |
| ---------------------------------------------------------------------------------------------- | --------------------- | -------------------------------------- | ----------- | --------------------------------------------------------------- |
|                                                                                                |                       |                                        |             |                                                                 |
|                                                                                                | Kissinger Deng        | Воротарі                               | Ulf Nilsson | суддя: Sotaro Yamaguchi Лінійні Судді: Chae Young-jin Jan Vaněk |
|                                                                                                | голи:                 |                                        |             | суддя: Sotaro Yamaguchi Лінійні Судді: Chae Young-jin Jan Vaněk |
| Nordstoga (Bøgle) — 13:07 / Bøgle (Hamre, Solberg) (PP) — 25:00 / Bøgle (Værnes) (ENG) — 43:45 | 1–0 / 2–0 / 2–1 / 3–1 | 31:35 — Gyllsten (Kasperi, P. Nilsson) |             | суддя: Sotaro Yamaguchi Лінійні Судді: Chae Young-jin Jan Vaněk |
|                                                                                                |                       |                                        |             | суддя: Sotaro Yamaguchi Лінійні Судді: Chae Young-jin Jan Vaněk |
|                                                                                                |                       |                                        |             | суддя: Sotaro Yamaguchi Лінійні Судді: Chae Young-jin Jan Vaněk |
|                                                                                                |                       |                                        |             | суддя: Sotaro Yamaguchi Лінійні Судді: Chae Young-jin Jan Vaněk |
| 4 хв                                                                                           | Штраф                 | 16 хв                                  |             | суддя: Sotaro Yamaguchi Лінійні Судді: Chae Young-jin Jan Vaněk |
|                                                                                                |                       |                                        |             |                                                                 |
|                                                                                                | 19                    | кидки                                  | 10          |                                                                 |

Поєдинок за 5-8 місця
| 16:00 | Чехія | 4–3 GWS (1–2, 0–1, 2–0) (OT: 0–0) (SO: 1–0) | Швеція | Хокейний центр Каннин 6,032 глядачів |

| звіт                                                                                       | звіт                              | звіт                                                                          | звіт        | звіт                                                          |
| ------------------------------------------------------------------------------------------ | --------------------------------- | ----------------------------------------------------------------------------- | ----------- | ------------------------------------------------------------- |
|                                                                                            |                                   |                                                                               |             |                                                               |
|                                                                                            | Michal Vápenka                    | Воротарі                                                                      | Ulf Nilsson | суддя: Owe Lüthcke Лінійні Судді: Matthew Fergenbaum Han Youl |
|                                                                                            | голи:                             |                                                                               |             | суддя: Owe Lüthcke Лінійні Судді: Matthew Fergenbaum Han Youl |
| Krupička (PP) — 08:59 / Hábl (Kubeš, Geier) (PP2) — 34:47 / Doležal (Geier, Kubeš) — 43:25 | 0–1 / 0–2 / 1–2 / 1–3 / 2–3 / 3–3 | 06:14 — Ingvarsson / 07:10 — Kasperi / 16:12 — Ingvarsson (Gyllsten, Kasperi) |             | суддя: Owe Lüthcke Лінійні Судді: Matthew Fergenbaum Han Youl |
|                                                                                            |                                   |                                                                               |             | суддя: Owe Lüthcke Лінійні Судді: Matthew Fergenbaum Han Youl |
|                                                                                            |                                   |                                                                               |             | суддя: Owe Lüthcke Лінійні Судді: Matthew Fergenbaum Han Youl |
|                                                                                            |                                   |                                                                               |             | суддя: Owe Lüthcke Лінійні Судді: Matthew Fergenbaum Han Youl |
| 8 хв                                                                                       | Штраф                             | 10 хв                                                                         |             | суддя: Owe Lüthcke Лінійні Судді: Matthew Fergenbaum Han Youl |
|                                                                                            |                                   |                                                                               |             |                                                               |
|                                                                                            | 25                                | кидки                                                                         | 8           |                                                               |

Поєдинок за 7 місце
| 16:00 | Японія | 1–5 (0–1, 1–2, 0–2) | Швеція | Хокейний центр Каннин 5,979 глядачів |

| звіт                       | звіт                              | звіт | звіт        | звіт                                                    |
| -------------------------- | --------------------------------- | --- | ----------- | ------------------------------------------------------- |
|                            |                                   | |             |                                                         |
|                            | Shinobu Fukushima                 | Воротарі | Ulf Nilsson | суддя: Owe Lüthcke Лінійні Судді: Jan Vaněk Leon Wesley |
|                            | голи:                             | |             | суддя: Owe Lüthcke Лінійні Судді: Jan Vaněk Leon Wesley |
| Takahashi (Uehara) — 16:25 | 0–1 / 1–1 / 1–2 / 1–3 / 1–4 / 1–5 | 00:52 — Gyllsten (Kasperi, Meng) / 19:19 — Ingvarsson (Meng, Kasperi) (PP) / 27:33 — Kasperi (Hedberg) (SH) / 37:24 — Holm (Rakos, Kasperi) / 44:17 — Ingvarsson (Gyllsten, P. Nilsson) |             | суддя: Owe Lüthcke Лінійні Судді: Jan Vaněk Leon Wesley |
|                            |                                   | |             | суддя: Owe Lüthcke Лінійні Судді: Jan Vaněk Leon Wesley |
|                            |                                   | |             | суддя: Owe Lüthcke Лінійні Судді: Jan Vaněk Leon Wesley |
|                            |                                   | |             | суддя: Owe Lüthcke Лінійні Судді: Jan Vaněk Leon Wesley |
| 4 хв                       | Штраф                             | 4 хв |             | суддя: Owe Lüthcke Лінійні Судді: Jan Vaněk Leon Wesley |
|                            |                                   | |             |                                                         |
|                            | 10                                | кидки | 14          |                                                         |